# John Wayne Gacy
John Wayne Gacy Jr. (n. 17 martie 1942, Chicago, Illinois, SUA – d. 10 mai 1994, Illinois, SUA), cunoscut și sub numele de The Killer Clown (în traducere Clovnul Ucigaș) a fost un criminal în serie american. A fost condamnat și executat pentru violul și uciderea a 33 de băieți și adolescenți, între anii 1972 și 1978. Din cele 33 de victime, 29 au fost îngropate sub podeaua casei sale, în timp ce celelalte victime au fost găsite în râuri din apropiere. A fost numit "Killer Clown" pentru că distra copii la petreceri sub numele de "Pogo the Clown". A fost, în cele din urmă, condamnat la moarte. La data de 10 mai 1994, a fost executat prin injecție letală.

## Biografie
John Wayne Gacy a fost un criminal în serie, probabil unul dintre cei mai prolifici criminali americani, dar se pare că dimensiunea criminală a personalității sale se trăgea din copilăria sa, când fusese chinuit psihic.

## Crime
Prima sa victimă confirmată a lui John Gacy a fost Timothy McCoy (16 ani) care călătorea din Michigan spre Omaha. Gacy l-a luat de la terminalul Greyhound și i-a făcut un tur al orașului, ca mai apoi să-i ofere un loc unde să se odihnească și să stea peste noapte. Conform declarațiilor lui Gacy, s-a trezit a doua zi cu Timothy care avea un cuțit în mână. Acesta a mers ușor către Timothy care l-a înțepat cu vârful cuțitului în antebraț. Gacy i-a smuls cuțitul din mână, a reușit să-l trântească la podea, astfel reușind să-l înjunghie în mod repetat. Încă de la prima crimă, acesta a realizat faptul că „moartea este cea mai mare plăcere”. 
Următoarea sa victimă a fost un băiat care avea în jur de 14 și 18 ani  cu părul șaten și ondulat. Acesta l-a omorât prin strangulare și l-a pus în debara înainte să-l îngroape.
Pe data de 29 iulie 1975, Gacy a mai comis o crimă (John Butkovitch, 17 ani), care îl amenința în legătură cu salariul pe care susținea că-l merita.

### Lista victimelor
Michael Bonnin (17 ani),
John Szyc (19 ani),
John Mowery (19 ani),
William Kindred (19 ani),
Randall Reffett (15 ani),
William Carroll (16 ani),
Michael Rossi (18 ani),
Russell Nelson (20 de ani),
Samuel Stapleton (14 ani),
Rick Johnston (17 ani),
Jon Prestidge (20 de ani),
Russell Winch (16 ani),
Kenneth Parker,
William Bundy (19 ani),
Matthew Bowman (19 ani),
Tommy Boling (20 de ani),
Michael Marino,
Gregory Godzik (17 ani),
Robert Gilroy (18 ani),
David Talsma (19 ani),

## Informații
- „Cel mai șocant aspect al rezultatelor testelor asupra pacientului este negarea totală a responsabilității față de tot ceea ce i s-a întâmplat.”
- A devenit membru al organizației de clovni „Jolly Joker” care se ocupa cu evenimentele caritabile și parade care aveau scopul de a înveseli copii internați în spital.
- După ce a divorțat de Carole Gacy (1975), vecinii săi au remarcat un comportament ciudat, aceștia povestind de țipete înfundate, urlete și plânsete care se auzeau din casa acestuia încă de la primele ore ale dimineții.
- Casa lui John a fost demolată pe 11 aprilie 1979, terenul devenind un loc plăcut și util pentru comunitate creat cu scopul de a da uitării crimelor comise.
- În anumite interviuri (care pot fi găsite pe YouTube) acesta a susținut că 28 din cele 33 de crime au fost comise de alte persoane care aveau acces la casa lui.
- Din toate lucrurile rele pe care Gacy le-a făcut, a existat totuși și ceva bun: în 1984, cu ajutorul lui Sam Amirante, a fost creată o lege a dispariției copilului care spunea faptul că poliția nu mai trebuia să aștepte 72 de ore să investigheze dispariția unui copil, alerta statală putând să fie pornită imediat.